# Contea di Moultrie
La contea di Moultrie ( in inglese Moultrie County ) è una contea dello Stato dell'Illinois, negli Stati Uniti. La popolazione al censimento del 2000 era di 14 287 abitanti. Il capoluogo di contea è Sullivan.